# Studenikî, Pereiaslav-Hmelnițki
Studenikî (în ucraineană Студеники) este o comună în raionul Pereiaslav-Hmelnițki, regiunea Kiev, Ucraina, formată numai din satul de reședință.

## Demografie
Componența lingvistică a comunei Studenikî
     Ucraineană (94,87%)
     Rusă (4,5%)
     Alte limbi (0,26%)
Conform recensământului din 2001, majoritatea populației comunei Studenikî era vorbitoare de ucraineană (94,87%), existând în minoritate și vorbitori de rusă (4,5%).